# Т-14 Армата
Т-14 армата (рус. Т-14 «Армата») ( Индекс ГАБТУ  – Објекат 148 ) је руски главни борбени тенк са беспосадном куполом, заснован на универзалној гусеничарској платформи „Армата“.
Тенк је опремљен јединственим тактичким системом контроле везе (ЕСУ ТК), који повезује све системе помоћу софтверских и хардверских интеракцијских комплекса. Систем је развио Вороњешки концерн „Созвездие“ и представља јединствен систем борбеног управљања, који укључује једанаест подсистема одговорних за контролу електронског ратовања, артиљерије, ПВО, инжењеринга и логистике. Поред тога, ЕСУ ТК такође омогућава стварање јединствене информационе мреже, уз интеграцију различитих врста комуникација, укључујући комуникацију са беспилотним летелицама и другом опремом за извиђање, онлајн интеракцију различитих врста трупа на бојном пољу. 
Према концепту „мрежоцентричног ратовања“, Т-14 се првенствено користи као возило за извиђање, одређивање циљева и подешавање ватре самоходних топова, система ПВО и тенкова Т-90 као део тактичког нивоа. Да би то урадио, тенк има читав арсенал алата, укључујући кружни Доплер радар са АФАР средњег домета и ултраљубичасте ХД надзорне камере са кружним покривањем од 360°, способне да детектују рад мотора возила издувним гасовима из јонизованог гаса. Поред тога, Т-14 је способан да лансира сопствену беспилотну летелицу извиђачка и циљна ознака „Птеродактил“, са осматрачким радаром и инфрацрвеним нишаном.
Т-14 је „стелт тенк (смањене видљивости)“, са драстичним смањењем видљивости у инфрацрвеном, магнетном и радио опсегу, што смањује даљину хватања циља ГОС Јавелин, Спике, Бримстоне и сличних АТГМ-а за скоро три пута, чак и без употребе аеросола поред тенка.
Тенк је опремљен новом генерацијом комплекса активне заштите Афганит , способног да пресреће чак и противтенковске гранате и, безбедно за пешадију и опрему која окружује тенк, слепе противтенковске вођене ракете коришћењем „димно-металних“ завеса, услед распршивања металних честица које су непрозирне у опсегу од микроталасног до далеког инфрацрвеног спектра.
Т-14 је опремљен динамичким оклопом четврте генерације „ Малахит “, способним да одбије поготке из ручних противтенковских бацача граната са вероватноћом већом од 95%, као и да уништи савремене противтенковске поткалибарске пројектиле. Неки извори тврде да је „Малахит“ први електродинамички оклоп на свету са могућношћу да убаци оклопну плочу у долазећу муницију чак и пре контакта са оклопом, према радару Афганит или према сопственом сензору магнетног поља надолазећег пројектила/АТГМ. Вишеслојни керамотпредњи оклоп тенка је еквивалентан 1 метар хомогеног металног оклопа, у који, према речима произвођача, не могу да пробију постојећи пројектили и противоклопне ракете.
Т-14 је представљен широј јавности на Паради победе 2015. године, заједно са другим производима базираним на „Армати“. 2015. године направљена је претпроизводна партија тенкова. 

## Конструкција
Мотор и активно вешање
Т-14 користи заједнички мотор и активно огибљење за платформу Армата са следећим карактеристикама:
- Мотор А-85-3А са аутоматским мењачем и променљивом снагом од 1350 до 1800 КС. обезбеђује кретање брзином до 90 км/ч. *Запремина резервоара за гориво је 2100 литара и пројектован је за домет до 500 км на путу.
- активна суспензија обезбеђује радикално смањење љуљања тенка у покрету, што повећава прецизност пуцања у покрету и брзину кретања по неравном терену;
- ЦИЦС тенка контролише мотор, мењач и уређаје за активно вешање, аутоматски доноси одлуке о одржавању резервоара и даје гласовне команде посади.

## Оклоп
Тело
Т-14 користи уобичајене елементе пасивног оклопа за платформу Армата:
- фронтални композитни оклоп, непробојан за савремене АТГМ до 150 мм калибра и БОПС до 120 мм калибра;
- МТО одељак, одељак за муницију и одељак за гориво су изоловани један од другог оклопним преградама;
- Додатни резервоари за гориво су заштићени од пожара пунилом са отвореним ћелијама, а такође су заштићени оклопом и антикумулативним екраном

Купола
Претпоставља се да се оклоп куполе Т-14 састоји од главног оклопа и антифрагментационог кућишта, уређаји на куполи се налазе између оклопних слојева. Кућиште штити инструменте тенка од фрагментације, експлозије и оштећења од метака, а такође се користи за смањење радио видљивости против најнапреднијих радарски вођених АТГМ-а у различитим фреквентним опсезима. Поред тога, кућиште куполе, које обавља функцију „ Фарадејевог кавеза“, једно је од средстава за обезбеђивање декларисане отпорности уређаја на електромагнетни импулс. Кућиште је склопиво, што омогућава брз приступ уређајима испод њега у сврху поправке и одржавања. Део опреме на куполи - на пример, радари за надзор КАЗ - може се брзо заменити у теренским условима без растављања кућишта куполе, преко пластичних издувних каблова.
Извори потврђују да се у крменом делу куполе Т-14 налази резервна муниција за митраљез. Истовремено се наводи да је пуњење митраљеза потпуно аутоматизовано, што омогућава посади да не напушта тенк. 

### Систем динамичке заштите "Малахит"
Т-14 има нову верзију динамичког оклопа, која се може имплементирати, укључујући и на електронско управљање са даљинском детонацијом модула и пре контакта са оклопом, коришћењем индукционих струјних сензора из магнетног поља муниције која се приближава. 

### Активни одбрамбени комплекс "Афганит"
Сценарији за борбену употребу „Афганита” укључују интеграцију система за управљање ватром за отварање узвратне ватре у случају напада на заштићена оклопна возила. У таквим ситуацијама „Афганит” контролише ротацију куполе према надолазећој муницији тако да на удару буде најоклопљенији и најмање рањиви део истог, а сам тенк добија могућност да изврши муњевит узвратни удар према АТГМ прорачун.
Афганит премерачки радио-оптички радар се састоји од четири АФАР панела пулсно-доплеровог радара и кружних ултраљубичастих мерача правца АТГМ бакљи интегрисаних са њим. Због интеграције са средствима ултраљубичастог правца, „Афганит“ има повећану отпорност на електронско ратовање.
Комплекс је безбедан за пешадију која се креће  поред оклопа тенка иза или директно на оклоп, јер је фокусиран на онеспособљавање пројектила коришћењем димно-металних завеса и електронског ратовања. Да би се повећала ефикасност маскирних завеса, Т-14 је опремљен стелт средствима - топлотном изолацијом трупа и смањеном видљивошћу у радио домету.

### Радарски систем
Радар Т-14 се користи за извиђање свих врста циљева од непријатељских оклопних возила до препознавања АТГМ-а у лету. Сам радар је део система активне одбране Афганит, иако се може користити у офанзивним операцијама.
Осматрачки радар Т-14 може истовремено пратити 40 земаљских динамичких и 25 ваздушних аеродинамичких циљева на удаљености до 100 км.
Поред четири надзорна радарска панела на Т-14, постоје и два радара ултра-брзе реакције за кратки домет. Ови радари су потребни за активирање деструктивних елемената КАЗ-а на гранате (БОПС), као и за потребе маскирања када је главни осматрачки радар Т-14 искључен, ова технологија је детаљније описана у одељку о комплекс активне заштите. Надзорни радар од 4 панела контролише постављање мултиспектралних завеса, а такође обавља и функције извиђања циљева.

### Инфрацрвени систем за откривање циљева
На куполи са митраљеском монтажом налази се панорамски нишан са независном ротацијом од осе митраљеза за 180 ° са високо осетљивим и високо прецизним инфрацрвеним системом са криогеним хлађењем произвођача Казанског оптичко-механичког комбината. Инфрацрвена камера је упарена са камером у спектру видљиве светлости и ласерским даљиномером. Заједно са носачем митраљеза, панорамски нишан може да се ротира за 360°. Независни режим ротације нишана и митраљеза први пут је јавно демонстриран 2. априла 2016. током испитивања Т-14.
Традиционално панорамске нишане користе команданти тенкова за лоцирање координата циља. У случају „мрежно-центричног тенка” као што је Т-14, панорамски нишан, сличан оном који се користи на америчком експерименталном КСхМ КСМ1209, интегрисан је са радаром тенка и роботска механика брзо ротира панорамски нишан ради прегледа у окрените мете које открије радар тенка или свестране инфрацрвене камере описане у наставку. Тако се прецизирају координате циљева, надокнађује се ниска резолуција радара и могући губитак контакта са радарским циљем услед употребе електронског ратовања.
Командир тенка на компјутерском монитору прима карту тактичке ситуације на којој су постављене координате циљева и даје команде нишанџију које циљеве да детаљније прегледа или испали. Идентификоване координате копнених и ваздушних циљева се такође емитују са Т-14 на командно возило ЕСУ ТЗ, које ће изабрати средства уништења.
Инфрацрвени нишан тенка је дизајниран за прецизно навођење топа на мету и користи се као део доле описаног система за управљање ватром, као и за испитивање мете коју добија од командира тенка нишанџија. Штавише, стрелац помоћу екрана осетљивог на додир може притиском прста на слику да одреди координате мете, што је неопходно за означавање циља на пажљиво камуфлираним циљевима када је рачунару потребна људска помоћ.
Пошто се уређај аутоматски затвара оклопним капцима, не учествује у аутоматској континуираној потрази за циљевима.
Једини неелектронски оптички перископи на Т-14 доступни су возачу и командиру тенка за преглед у сврху вожње. За вожњу ноћу, возач користи уређај за ноћно осматрање, као и ЛЕД фарове тенка, који омогућавају да пређете на инфрацрвено осветљење пута како не бисте демаскирали оклоп ноћу. 

### Систем кружне детекције циљева у ИР и УВ опсегу
Т-14 је, поред оптичких инструмената укључених у ФЦС , опремљен са шест камера високе резолуције на куполи тенка, што омогућава посади да посматра ситуацију око тенка на 360 степени без напуштања. Камере су опремљене самосталним напајањем и системом за хидро-чишћење оптике од прашине и прљавштине.
Ове свеобухватне камере су повезане са системом активне заштите Афганит, што му омогућава:
- Рад са искљученим радаром
- Избегава грешке у раду
- Рад у ЕВ условима
- Одредите зрачење оклопа ласером

### Наоружање

#### Систем за управљање ватром
Систем за управљање ватром (ФЦС) прима податке за гранатирање циљева од радио-оптичких средстава за откривање њихових координата, описаних горе. За циљање оружја тенка, балистички компјутер такође користи податке са следећих сензора постављених на крову тенка:
- сопствени положај резервоара са ГЛОНАСС пријемника и инерцијалног навигационог система;
- жироскопски сензори угаоне оријентације у простору;
- сензор смера и брзине ветра ;
- сензор температуре и влажности ваздуха;
- сензор савијања бурета од загревања.

Д. Рогозин је 2015. године , упознавши се са системом за управљање ватром Т-14, приметио да постоји очигледна гејмификација ергономије управљања ватром тенкова и стога је предложио регрутовање посада Т-14 од играча компјутерских симулатора тенкова као што је "Свет тенкова", будући да су ближи контроли тенковске ватре од праксе чак и искусних тенкиста из тенкова претходних генерација. 2016. године, директор Специјалног дизајнерског бироа Горког фабрике комуникационе опреме по имену А. С. Попов, која производи овај систем, Игор Рјабов је потврдио да присуство аутоматског система за хватање и праћење циља са својом висококвалитетном видео сликом заиста приближава управљање ватром „компјутерске игрице“ 

#### Оружје
Први примерци тенка били су опремљени глатким топом 2А82-1Ц калибра 125 мм (у беспосадној куполи, са потпуно даљинским дигиталним управљањем), развијеним у фабрици бр. 9, који има могућност пуцања у покрету. У присуству сензора за савијање цеви од загревања да се узме у обзир у балистичким прорачунима (фиксиран у малом контејнеру изнад цеви). Пиштољ је направљен од унутрашње легуре цеви, што драматично продужава његов радни век. Домет гађања циља је до 7000 метара, а брзина паљбе је 10-12 метака у минути. Пиштољ 2А82 има 17% већу енергију њушке и 20% већу прецизност од најбољег НАТО топа на тенку Леопард 2. Карактеристика аутоматског пуњача 2А82 је могућност испаљивања дуге муниције до 1 метра дужине, што је критично за оклопне подкалибарске гранате повећане снаге, као што је „Вакум-1“ сличан М829А3 за Абрамс. Редовна муниција за Т-14 још није створена. 
Највероватније ће 2А82-1М остати главни топ због предности дупло веће муниције у односу на друге варијанте топова од 152 мм, које ће вероватно имати мањи број Т-14.
Тенк се релативно лако може поново опремити топом 2А83 калибра 152 мм, међутим, топ од 152 мм има недостатак што има мање муниције у односу на топ од 125 мм, међутим, могуће је користити куполу ниша за ношење додатне муниције. Топ 2А83 има оклопни сабо пројектил од више од 1000 мм, што очигледно превазилази оклоп савремених тенкова, па га стручњаци оцењују као сувишан у односу на и тако моћан, међу тенковским топовима света, 2А82-1М. Поређења ради, М1 Абрамс најпопуларније модификације М1А1 има резервни еквивалент од БОПС ~ 680 мм (не мешати са еквивалентом од 1320 мм од моноблок АТГМ-а ). 
Аналитичари америчког Министарства одбране у свом извештају напомињу да Росатом развија нови пројектил са осиромашеним уранијумом који пробија оклоп за топове калибра 152 мм, који омогућава уништавање најјачег оклопног челика. Вјачеслав Халитов, заменик генералног директора корпорације Уралвагонзавод, такође је приметио да оклоп у класичном смислу речи често није потребан за гранате од 152 мм, јер је кинетичка енергија гранате довољна да откине целу куполу непријатељског тенка чак и без пробијања његовог оклопа.
Оригинални познати стандардни пројектили породице Грифел за топ 2А83, као и сваки оклопни пернати пројектили подкалибра, нису били навођени. Међутим, пошто је топ 2А83 калибра 152 мм развијен на бази топа 2А65, чија се модификација користи у тешким самоходним топовима 2С19 „Мста- С“, неки стручњаци су предложили могућност употребе вођених топова. пројектили Мста-С типа " Краснопољ ". У основи, идеја да Т-14 буду опремљени топом од 152 мм и вођеним пројектилима имаће борбене сценарије који више подсећају на самоходне топове, а подржава је и Виктор Мураховски, који истиче ефикасност у борби против пешадије услед високоексплозивних фрагментационих граната са даљинском детонацијом изнад свог положаја и назива Т-14 у таквом сценарију „тенк за ватрену подршку“. Дизајнери Уралвагонзавода такође примећују да се Т-14 са топом калибра 152 мм претвара у неку врсту хибрида тенка и самоходне артиљеријске јединице , па ову верзију Т-14 називају не тенк, већ „борбено артиљеријско возило“ (БАМ). 
У фебруару 2017. године објављено је да се за Т-14 производи и „интелигентни пројектил“ који не уме да коригује путању, али има функцију контролисане детонације преко мете у рову да га погоди. фрагменти одозго. 
У априлу 2017, "Тхе Дипломат" и "ДефенсеОне", позивајући се на инсајдерске информације у руском војно-индустријском комплексу, објавили су могући развој тактичког нуклеарног оружја за верзију топа Армата Т-14 калибра 152 мм. Стручњаци су рекли да се за топ од 152 мм развија пројектил са нуклеарном бојевом главом „мањом од килотона“. Стручњаци Популарне механике су истакли да стварање нуклеарне артиљерије за калибар 152 мм само по себи не представља техничку тешкоћу за руске инжењере и није забрањено актуелним међународним уговорима. За самоходне топове калибра 152 мм „ Зумбул-С„ већ је развијена читава породица сличних нуклеарних пројектила. Стручњаци Популарне механике истичу да ако Армата Т-14 користи пројектил од 0,5 ТНТ, онда ће његов погодак довести до уништења опреме и конструкција пречника око 200-400 метара, а тренутна смртоносна доза зрачења ће бити 700 метара у пречнику. Истовремено, такав пројектил се може „безбедно“ користити са 6 км удаљености. Међутим, употреба нуклеарних пројектила је под упитником због велике вероватноће „ пријатељске ватре “, и што је најважније, велике вероватноће нуклеарне ескалације сукоба.
9. децембра 2021. Елчанинов, заменик председника управног одбора војно-индустријског комплекса, објавио је да је тенк Армата добио нову муницију.

#### Ракетно оружје
Као и његови претходници, Т-14 ће имати могућност лансирања пројектила кроз цев топа користећи следећу верзију ракетног система Рефлек-М. Присуство способности Т-14 да испаљује вођене ракете потврђује извештај стручњака из Канцеларије за спољна истраживања америчке војске "Оператионал Енвиронментал Ватцх" .
Виктор Мураховски такође напомиње да се калибар 152 мм поклапа са АТГМ-ом Корнет и дозвољава употребу његових ракета, које имају двоструко већи домет (10 км према 5 км) и продор оклопа (1400 мм наспрам 850 мм) од пројектила калибра 125 мм за значајно превазилазећи могућности противваздушне ракете Инвар-М за Рефлек-М, која, иако може да погоди лебдећи хеликоптер, али је домет 9М133ФМ-3 дупло већи (10 км) и, што је најважније, ова ракета је специјално дизајнирана за гађање ваздушних циљева на висини до 9 км и авиона брзинама до 900 км/х. Многи домаћи стручњаци заговарају калибар 152 мм управо због способности лансирања противваздушних ракета и обављања функција противваздушне одбране.

#### Митраљеско наоружање
Митраљеско наоружање се састоји од противавионског топа са митраљезом Корд, којим даљински управља командир или нишанџија и који је упарен са топом ПКТМ . Противваздушни митраљез „ Корд“ је монтиран у сопственој роботској куполи, интегрисан је са АФАР радаром тенка, термовизирима и способан је да гађа чак и брзе циљеве на удаљености до 1500 метара, дакле, поред функције ПВО, интегрисан је у комплекс активне заштите тенка.

### Стелт алати
Т-14 користи уобичајене стелт алате за платформу Армата у инфрацрвеном, радио и магнетном опсезима:
- тело је топлотно изоловано изнутра;
- постоји систем за мешање издувних гасова са хладним ваздухом;
- да би се смањила радио видљивост, у дизајну трупа су коришћене равне рефлектујуће ивице;
- фарбање Т-14 смањује загревање резервоара на сунцу и има својства радио-апсорбовања;
- постоји систем изобличења магнетног поља оклопа.

## Техника примене
За разлику од традиционалних тенкова, Т-14 је „мрежно-центрични тенк“, односно није дизајниран за једну битку, већ за рад са групом различитих борбених возила у једној тактичкој вези, обављајући функције извиђања, циљања и даљинског управљања кроз јединствен систем управљања тактичког нивоа концерна „Созвездие“. Ово омогућава свим машинама платформе Армата да у реалном времену примају оперативну ситуацију и аутоматски израчунавају балистичке податке за системе за управљање ватром у сценарију гађања циљева не једне Армате, већ целе групе одједном, што укључује, поред Т-14, више тешких борбених возила пешадије Т-15 , самоходних топова 2С35 "Коалиција-СВ"и јуришни хеликоптера.
Неки стручњаци истичу да пулсно-доплер радар Т-14 може да израчуна путању граната попут радара за артиљеријско извиђање, односно да је способан да аутоматски израчуна координате непријатељских тенкова и артиљеријских положаја користећи путање граната које лете поред Т-14 и изводе аутоматско њихово гранатирање. Заиста, у сличном радару ЕЛМ-2133 компаније Тропхи, прорачун координата АТГМ, РПГ или метка пројектила је подржан преносом података у ФЦС за отварање повратне ватре. Међутим, по узору на сличан систем у Меркави може се очекивати да тачност одређивања координата места лансирања ракете овим методом можда неће бити довољна за наношење узвратног артиљеријског удара само на њих, биће потребно додатно извиђање циља оптичким средствима.
Тенк је способан да лансира за њега беспилотну летелицу (УАВ) за извиђање и означавање Птеродацтил са сопственим осматрачким радаром и инфрацрвеним нишаном. Беспилотна летелица преноси податке са инфрацрвеног уређаја за навођење и корекцију, а уграђена радарска станица за ваздушно извиђање беспилотне летелице се лансира на каблу преко којег добија напајање, па због струје из резервоара може да га прати неограничено. Међутим, присуство кабла који повезује УАВ са возилом ограничава висину и радијус лета УАВ на 50-100 метара, али омогућава УАВ да остане у лету неограничено време, клизи иза резервоара својом брзином и буде заштићенији од електронског ратовања. Због успона на висину од 50-100 метара, беспилотна летелица проширује растојање до хоризонта на 26-37 км и са садашњим уређајима, беспилотна летелица може да посматра објекте на удаљености до 10 км, што омогућава тенку да пуца са затворених позиција или се налази унутар облака афганитског маскирајућег аеросола, као и да преноси извиђене циљеве на друга возила према ЕСУ ТК.
Стручњаци наводе да ће Т-14 такође моћи да укаже на мете за своју пратњу из бројних старих тенкова Т-90МС, модернизованих инсталацијом комуникација заштићених од ометања и ГПС/ГЛОНАСС навигатора.
Уралвагонзавод је најавио да ће Т-14 бити даљински контролисан, а до 2017-2018 прототипови Т-14 ће се производити без посаде и да ће их управљати робот са вештачком интелигенцијом. Као прва етапа у стварању „беспилотног“ Т-14, посада би требало да се смањи на 2 човека у серијској верзији тенка, планирано је да се ослобођени простор искористи за додатну муницију. Кинеска новинска агенција Сина , коментаришући ово, напомиње да Т-14 може постати „борбени дроид“, аутоматски уништавајући откривене циљеве без људске интервенције, при чему оператер даје само опште тактичке задатке.

## Упоредиви тенкови
Тенкови 4. генерације:
- М1А2 Абрамс СЕПв 3  САД
- Леопард 2А7+  Немачка
- Меркава IVм Виндбрејкер  Израел
- ВТ-4  Кина
- Тип 10  Јапан
- К2 Црни пантер  Јужна Кореја
- Алтај  Турска
- Карар  Иран
- Т-90М Пробој  Русија